# Fincho
Fincho es una película nigeriana de 1957 dirigida por Sam Zebba, y la primera de este país africano filmada a color.

## Sinopsis
La película narra la vida del personaje principal enfrentándose a la industrialización llevada a Nigeria por los colonialistas europeos, la tensión entre lo tradicional y la innovación, y la amenaza de la mecanización al trabajo tradicional.

## Producción
Según la autobiografía publicada por Zebba, la película fue filmada con actores nigerianos no profesionales y el diálogo Pidgin fue doblado por estudiantes nigerianos de la Universidad de California en Los Ángeles. El director se puso en contacto con el cantante Harry Belafonte, quien aceptó grabar una introducción para la película. La partitura fue escrita por Alexander László, incluyendo el tema Fincho Song que escribió Zebba, y luego cantó acompañado por una pequeña banda mexicana.